# Rittersches Schnittverfahren
Das Rittersche Schnittverfahren geht auf August Ritter zurück. Es dient der Baustatik zur Berechnung von Schnittgrößen im Allgemeinen von Fachwerken.
Damit ein System unter der Wirkung von gegebenen Kräften im Gleichgewicht ist, ist es notwendig und hinreichend, dass jedes Teilsystem sich in einem Gleichgewicht aus allen auf ihn einwirkenden Kraftgrößen befindet. Es ist für statisch bestimmte Tragwerke im Allgemeinen zielführend vor Anwendung des Ritterschnitts alle Auflagerkräfte zu berechnen. Vor Bestimmung der Stabkräfte ist es sinnvoll, vorher eventuelle Nullstäbe nach den dafür geltenden Regeln zu ermitteln.

## Verfahrensprinzip
Beim Fachwerk wird ein Teil herausgeschnitten (somit entstehen zwei Teile). Man darf prinzipiell beliebig schneiden um eine neue Gleichung zu bekommen.

Vorteilhaft ist es aber, so zu schneiden, dass man für jede Unbekannte eine unabhängige Gleichung erhält. Dazu müssen sich alle Wirkungslinien der übrigen geschnittenen unbekannten Stabkräfte in einem Punkt schneiden, der i. A. nicht auch von der gesuchten Unbekannten geschnitten wird (siehe Rundschnitt). Dieser Punkt darf auch im Unendlichen liegen. (Wenn sich der Schnittpunkt im Unendlichen befindet, macht man jedoch kein Momentengleichgewicht im eigentlichen Sinne, sondern ein Kräftegleichgewicht.)
Wenn man drei Stäbe eines zwei-Dimensionalen Fachwerks schneidet, wobei maximal zwei zueinander parallel sind, können die Kräfte immer nach den Gleichgewichtsbedingungen berechnet werden, sofern die parallelen Stäbe nicht auf einer Wirkungslinie liegen, da man drei linear unabhängige Gleichungen aufstellen kann, sofern die äußeren Kräfte bekannt sind (z. B. Auflagerkräfte).
Die Gleichgewichtsbedingungen im 2-Dimensionalen, in einem x-y-Koordinatensystem, sind z. B.:
- Die Summe aller Drehmomente, die an einem Punkt angreifen, ist Null: {\displaystyle \sum M_{i}~=~0}
- Die Summe aller in X-Richtung wirkender Kräfte ist Null: {\displaystyle \sum F_{x,i}~=~0}
- Die Summe aller in Y-Richtung wirkender Kräfte ist Null:{\displaystyle \sum F_{y,i}~=~0}

Im Fall eines dreidimensionalen Fachwerks können insgesamt sechs Stabkräfte durch das Aufstellen eines linearen Gleichungssystems mit sechs linear unabhängigen Gleichungenkomponenten berechnet werden. {\displaystyle \left(\sum {\vec {F}}_{i}={\vec {0}}\ \mathrm {und} \ \sum {\vec {M}}_{i}={\vec {0}}\right)}
Wenn man dann beim Ritterschnitt nur einen einzelnen Knoten herausschneiden würde, was prinzipiell nicht die Intention des Ritterschnitts wäre, (da es eigentlich ein Tragwerksschnitt ist der i. d. R. durch das ganze Tragwerk geht) spricht man von einem Rundschnitt.

### Beispiel

Skizze

In diesem Beispiel werden die Stabkräfte bei einem Dachbinder ermittelt. Rote Kräfte sind gegeben, grüne Kräfte werden aus den Gleichgewichtsbedingungen ermittelt. Hinweis zur Grafik: im ersten Schritt werden die grünen Kräfte der oberen Grafik (d. h. die Auflagerkräfte) berechnet, damit werden diese bekannt (Rot) und erst anschließend werden die grünen Pfeile der unteren Grafik berechnet.
- Der obere Bildteil zeigt den ganzen Binder mit Festlager links und Loslager rechts. (Die Kraft FAx ergibt sich zu Null, FAy und FB=FBy ergeben sich zu 1.5F.)
- Im unteren Bildteil ist der Rittersche Schnitt dargestellt, welcher hier nach dem Bestimmen der Auflagerreaktionen stattfindet. Nach dem Schneiden können die drei Stabkräfte (F1, F2, F3) berechnet werden. Durch geschickte Wahl der Gleichgewichts-Gleichungen kann der Lösungsaufwand des linearen Gleichungssystems reduziert werden, beispielsweise durch

1. Summe der Momente um den Schnittpunkt der Stabkräfte F2 und F3 liefert direkt die Stabkraft F1,
2. Summe der Momente um den Schnittpunkt der Stabkräfte F1 und F2 liefert direkt die Stabkraft F3,
3. Summe der Momente um den Schnittpunkt der Stabkräfte F1 und F3 liefert direkt die Stabkraft F2.

Man kann hinterher die ermittelten Stabkräfte über die Gleichgewichtsbedingungen
{\displaystyle \sum F_{x}=0} und
{\displaystyle \sum F_{y}=0}
kontrollieren.